# Sudisman
Sudisman (¿1920?[cita requerida]-octubre de 1968) fue un secretario general del Partido Comunista de Indonesia (PKI). Fue el único líder de dicho partido que fue sometido a juicio por el Movimiento 30 de Septiembre. Fue condenado a muerte y ejecutado.
Fue el cuarto miembro en la jerarquía del politburó del PKI, y el único de los cinco principales dirigentes que fue sometido a juicio. Solamente uno de los diez miembros del politburó pudo salvar la vida.
Sudisman trató de reorganizar el partido como un movimiento clandestino después de que otros dirigentes hubieran sido capturados y ejecutados sumariamente. Asumió el papel de líder del PKI por un breve lapso de tiempo hasta su detención en diciembre de 1966.

## Juicio
Sudisman fue el miembro del politburó del PKI de mayor rango en comparecer ante el Mahmillub (Mahkamah Militer Luar Biasa, el Tribunal Militar Extraordinario), ya que los demás miembros habían sido asesinados. Su juicio tuvo lugar en julio de 1967.
Los testimonios de Sudisman y otros dirigentes del PKI fortalecieron enormemente las acusaciones contra ellos. Admitieron más o menos su propia implicación en un intento de golpe de Estado. Sin embargo, sostuvieron que el Movimiento 30 de Septiembre estuvo justificado con el argumento de que un supuesto «Consejo de Generales» había conspirado contra Sukarno para deponerlo o para tomar el poder tras su muerte. Negaron toda acusación e interpretación de que el PKI había sido el único organizador del golpe. Las versiones de los hechos del ejército y del fiscal eran bastante inverosímiles, y la primera iniciativa para el intento de golpe p haberse originado entre oficiales del ejército insatisfechos, a pesar de la implicación de la cúpula del PKI.
El testimonio de Sudisman ofreció una explicación plausible de que el PKI como organización no había tomado parte en el intento de golpe y de que Dipa Nusantara Aidit había actuado por su propia iniciativa y conspirado con los oficiales. Suharto utilizó las acciones de Aidit para justificar las matanzas de comunistas de 1965-1966. La eliminación del PKI de la política indonesia cumplió los objetivos de la derecha política y de los extremistas islámicos respaldados por los Estados Unidos.
Sudisman fue ejecutado en octubre de 1968.